# Finanční instrument
Finanční instrumenty neboli finanční nástroje jsou peněžní smlouvy mezi stranami. Takové nástroje lze vytvářet, obchodovat, upravovat a vypořádat (to settle an instrument).
Mezinárodní účetní standardy IAS 32 a 39 definují finanční nástroj jako "jakoukoli smlouvu, která dává vzniknout finančnímu aktivu jedné účetní jednotky a finančnímu závazku nebo nástroji vlastního kapitálu jiné účetní jednotky".
Finanční nástroje lze kategorizovat podle „třídy aktiv“ v závislosti na tom, zda jsou založené na cizí měně (odráží devizové nástroje a transakce), na vlastním kapitálu (odráží vlastnictví emitujícího subjektu) nebo na dluhu (odráží půjčku, kterou má investor předáno vydávajícímu subjektu). Pokud je nástrojem dluh, lze jej dále kategorizovat na krátkodobý (méně než jeden rok) nebo dlouhodobý.

## Druhy finančních nástrojů
Mohou to být:
- peníze – typicky bankovky, ale také státovky a mince, oběživo,
- ceniny – poštovní známky, kolky,
- cenné papíry – směnky, akcie, dluhopisy, hypoteční zástavní listy,
- nebankovní dluhy (výpůjčky/zápůjčky),
- vlastní kapitál,
- důkaz o vlastnickém podílu v účetní jednotce,
- forexové smluvní nástroje,
- finanční deriváty.